# Ponte di Costantino (Danubio)
Il ponte di Costantino (in bulgaro Константинов мост?, Konstantinov most) era un ponte romano che attraversava il fiume Danubio. Fu completato nel 328 d.C., inaugurato il 5 luglio di quell'anno, e rimasto in uso per quattro decenni dal dominio dell'imperatore Costantino il Grande fino alla dinastia valentiniana.
Con una lunghezza di 2334 m di cui 1137 m attraversavano l'alveo del Danubio, è considerato uno dei ponti fluviali più lunghi dell'antichità.

## Costruzione
Consisteva in una costruzione di pilastri in muratura, arcate e una sovrastruttura in legno. Il ponte fu costruito fra Sucidava (l'odierna Corabia, contea di Olt, Romania) e Oescus (l'odierna Gigen, provincia di Pleven, Bulgaria) dall'architetto Theophilus Patricius per ordine di Costantino il Grande.
Il primo a tentare di localizzare il ponte fu Luigi Ferdinando Marsigli nel XVII secolo, poi Alexandru Popovici e Cezar Bolliac ripresero questa ricerca nel XIX secolo e le prime vere scoperte scientifiche furono compiute da Grigore Tocilescu e Pampil polonic nel 1902. Nel 1934 Dumitru Tudor pubblicò la prima opera completa riguardante il ponte e l'ultimo approccio sistematico sulla riva nord del Danubio fu eseguito nel 1968 da Octavian Toropu.

## Dati tecnici
La lunghezza del ponte era di 2434 m con un ponte di legno largo 5,7 m a 10 m sopra l'acqua. Il ponte aveva inoltre un piedritto per ciascuna estremità, che fungevano da porta.